# Runensteine von Tystberga

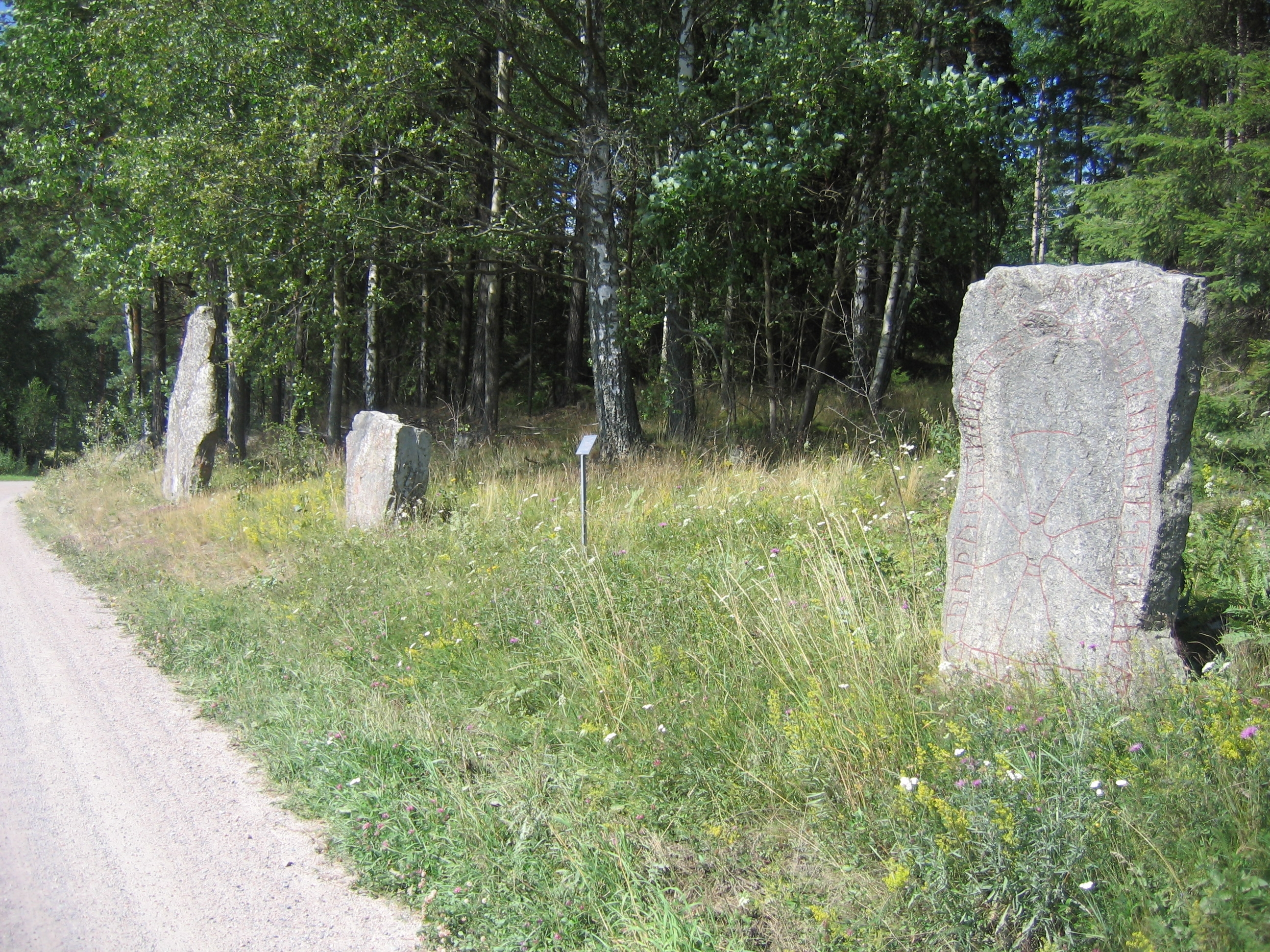
Tystbergasteine (von links: Bautastein, Runenstein Sö 173, Runenstein Sö 374)

Die Runensteine von Tystberga (Samnordisk runtextdatabas Sö 173 und Sö 374) stehen etwa 1 km östlich der Tystberga kyrka an der Straße nach Stora Elghammar in Nyköping im Südosten von Södermanland in Schweden.

## Runenstein Sö 173

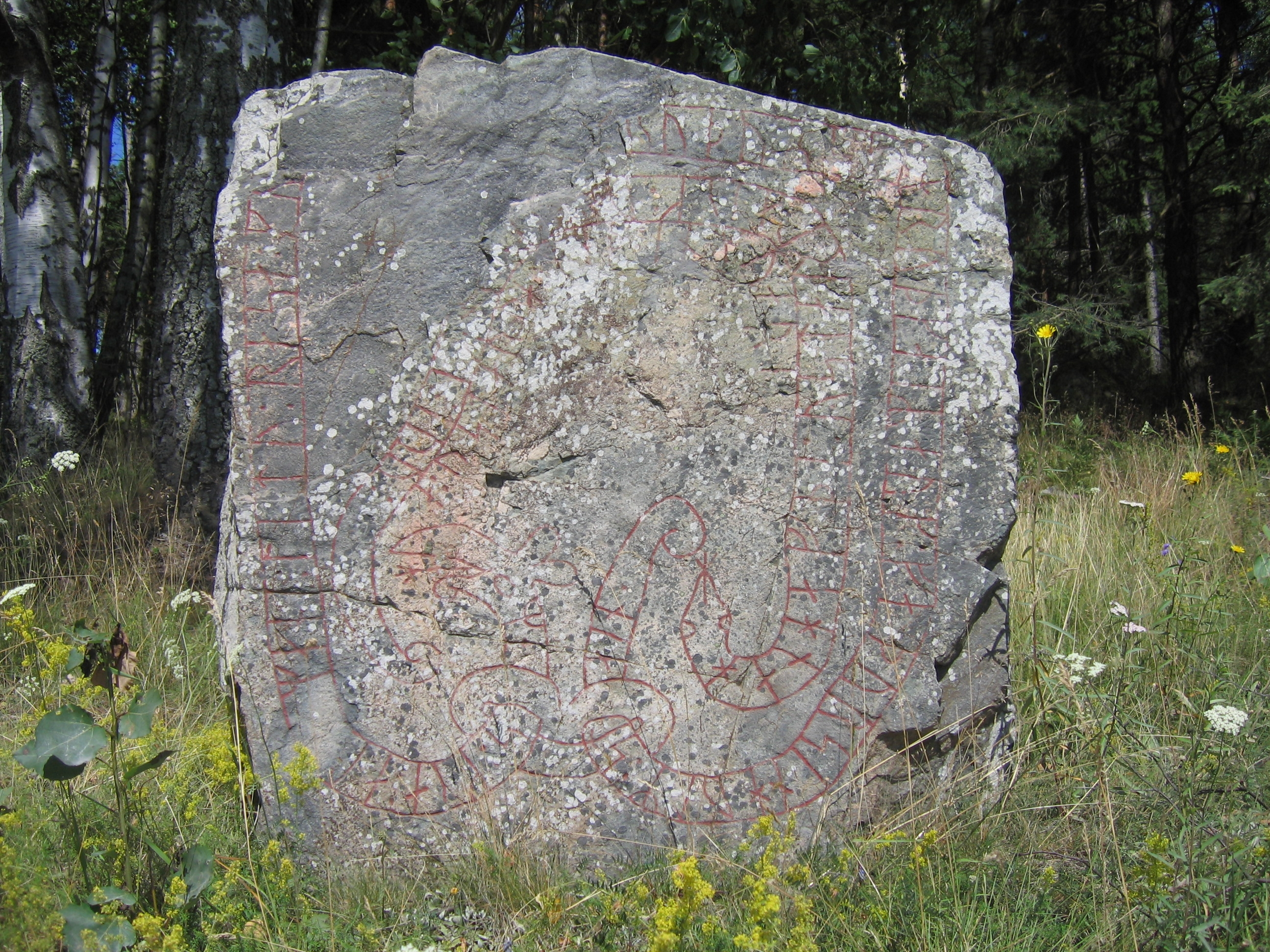
Runenstein Sö 173 von Tystberga

Der Runenstein Sö 173 ist einer der Ingvarsteine (schwedisch Ingvarsstenar). Die Inschrift im doppelten Schlangenband mit einem irischen Koppel ist schlecht lesbar.
Ihre Übersetzung lautet: „Muskia und Manne ließen dieses Denkmal nach ihrem Bruder Rodger und seinem Vater Holmsten errichten. Er war lange im Westen. Sie gingen nach Osten mit Ingvar.“ Das Denkmal ist ein sogenannter Ingvarstein und im Text scheint es, als sei Holmsten in den Westen gereist, bevor er und sein Sohn Rodger auf Ingvars Ostreisee getötet wurden. Die Namen der Geschwister Manne und Muskia tauchen auch auf dem benachbarten Stein Sö 374 auf. Der ungewöhnliche Frauenname Muskia, der wahrscheinlich Dunkel bedeutet, wird auch auf dem Runenstein Sö 13 in Ånhammar erwähnt.

## Runenstein Sö 374

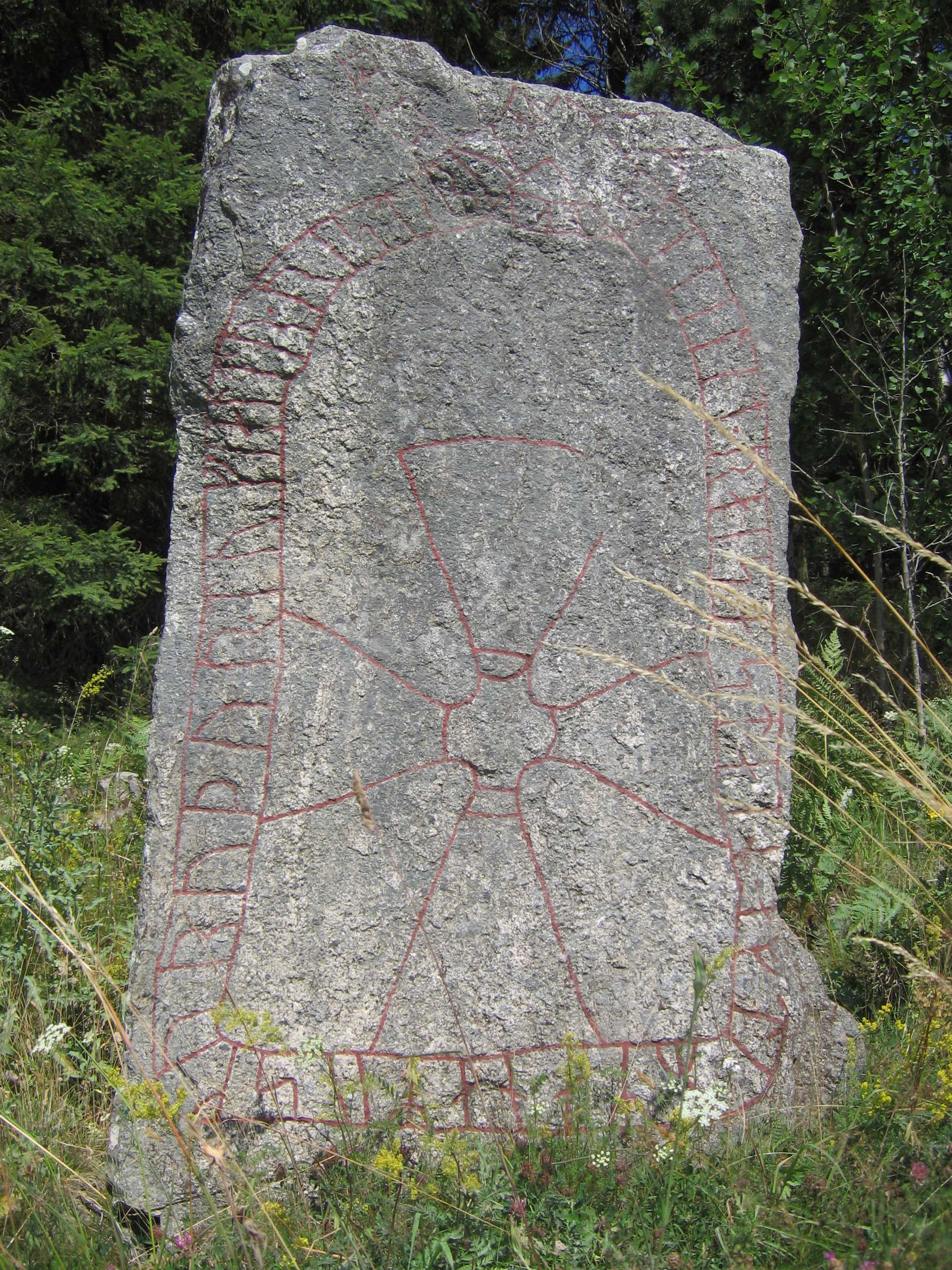
Runenstein Sö 374 von Tystberga

Der Runenstein Sö 374 wurde 1936 zusammen mit einem Bautastein nur wenige Meter vom Runenstein Sö 173 gefunden. Der obere Teil des Steins ist abgeschlagen. Die Ornamentik wird von einem großen christlichen Kreuz dominiert, das von einem oben geschnittenen Schlangenband eingerahmt wird. Die Schnitzerei ist von einem Runenmeister namens Styvjald signiert. Die Namen der Geschwister Manne und Muskia sind in den Runentexten der beiden Steine angegeben. Die verstümmelte Inschrift lautet: „…lassen den Stein von Manne, Muskias Bruder errichten. Styvjald hat die Runen gemeißelt … guter Vater …“.
In der Nähe steht ein Bautastein. Die drei Steine stehen in situ an der Straße.
2023 wurden in Tystberga im Zuge Voruntersuchungen für den Bau einer Eisenbahnverbindung etwa 60 wikingerzeitliche Grabhügel und eisenzeitliche Siedlungsreste gefunden. In einem der Gräber wurde ein phallischer Stein gefunden.